# Jilotlán de los Dolores
Jilotlán de los Dolores là một đô thị thuộc bang Jalisco, México. Năm 2005, dân số của đô thị này là 8579 người.